# جيرالد بيتيفيتش
جيرالد بيتيفيتش (بالإنجليزية: Gerald Petievich) هو كاتب أمريكي لروايات أدب الجريمة ، وأبرزها "العيش والموت في لوس أنجلوس(To Live and Die in L. A) " و "جودة المخبر ( The Quality of the Informant). كان عميلًا خاصًا للخدمة السرية للولايات المتحدة من عام 1970 إلى 1985. تم تحويل ثلاثة من رواياته للعرض على الشاشة : العيش والموت في لوس أنجلوس (To Live and Die in L.A), الحارس (The Sentinel), و نقطة الغليان ( Boiling Point).شارك بيتيفيتش في كتابة سيناريوهات تلك الروايات الثلاثة.